# The Northern Advocate
The Northern Advocate é um jornal diário veiculado na cidade de Whangarei e em toda a Região Northland da Nova Zelândia. Sua primeira edição se deu em 1875 e atualmente é propriedade oficial da APN News & Media.